# Montjean (Mayenne)
Montjean és un municipi francès situat al departament de Mayenne i a la regió de País del Loira. L'any 2007 tenia 948 habitants.

## Demografia

### Població
El 2007 la població de fet de Montjean era de 948 persones. Hi havia 350 famílies de les quals 80 eren unipersonals (52 homes vivint sols i 28 dones vivint soles), 107 parelles sense fills, 147 parelles amb fills i 16 famílies monoparentals amb fills.
La població ha evolucionat segons el següent gràfic:
Habitants censats

### Habitatges
El 2007 hi havia 391 habitatges, 361 eren l'habitatge principal de la família, 10 eren segones residències i 20 estaven desocupats. 364 eren cases i 26 eren apartaments. Dels 361 habitatges principals, 265 estaven ocupats pels seus propietaris, 90 estaven llogats i ocupats pels llogaters i 7 estaven cedits a títol gratuït; 1 tenia una cambra, 18 en tenien dues, 43 en tenien tres, 105 en tenien quatre i 194 en tenien cinc o més. 280 habitatges disposaven pel capbaix d'una plaça de pàrquing. A 144 habitatges hi havia un automòbil i a 196 n'hi havia dos o més.

### Piràmide de població
La piràmide de població per edats i sexe el 2009 era:
| Homes | Edats   | Dones |
| ----- | ------- | ----- |
| 0     | 95 o +  | 0     |
| 4     | 90 a 94 | 8     |
| 4     | 85 a 89 | 0     |
| 4     | 80 a 84 | 12    |
| 16    | 75 a 79 | 28    |
| 28    | 70 a 74 | 16    |
| 12    | 65 a 69 | 20    |
| 8     | 60 a 64 | 8     |
| 20    | 55 a 59 | 12    |
| 40    | 50 a 54 | 32    |
| 28    | 45 a 49 | 20    |
| 24    | 40 a 44 | 24    |
| 32    | 35 a 39 | 48    |
| 36    | 30 a 34 | 32    |
| 16    | 25 a 29 | 24    |
| 36    | 20 a 24 | 12    |
| 28    | 15 a 19 | 24    |
| 12    | 10 a 14 | 32    |
| 40    | 5 a 9   | 28    |
| 28    | 0 a 4   | 32    |

## Economia
El 2007 la població en edat de treballar era de 597 persones, 487 eren actives i 110 eren inactives. De les 487 persones actives 469 estaven ocupades (258 homes i 211 dones) i 18 estaven aturades (8 homes i 10 dones). De les 110 persones inactives 30 estaven jubilades, 43 estaven estudiant i 37 estaven classificades com a «altres inactius».

### Ingressos
El 2009 a Montjean hi havia 369 unitats fiscals que integraven 957 persones, la mediana anual d'ingressos fiscals per persona era de 16.116 €.

### Activitats econòmiques
Dels 46 establiments que hi havia el 2007, 1 era d'una empresa alimentària, 2 d'empreses de fabricació d'altres productes industrials, 14 d'empreses de construcció, 10 d'empreses de comerç i reparació d'automòbils, 3 d'empreses de transport, 3 d'empreses d'hostatgeria i restauració, 2 d'empreses financeres, 1 d'una empresa immobiliària, 4 d'empreses de serveis, 1 d'una entitat de l'administració pública i 5 d'empreses classificades com a «altres activitats de serveis».
Dels 21 establiments de servei als particulars que hi havia el 2009, 1 era una oficina bancària, 2 tallers de reparació d'automòbils i de material agrícola, 5 paletes, 3 guixaires pintors, 1 fusteria, 1 lampisteria, 3 electricistes, 1 perruqueria, 3 restaurants i 1 saló de bellesa.
Dels 3 establiments comercials que hi havia el 2009, 1 era una botiga de més de 120 m², 1 una fleca i 1 una botiga de material esportiu.
L'any 2000 a Montjean hi havia 49 explotacions agrícoles que ocupaven un total de 2.176 hectàrees.

## Equipaments sanitaris i escolars
El 2009 hi havia 2 escoles elementals.

## Poblacions més properes
El següent diagrama mostra les poblacions més properes.